# Capela do Senhor dos Aflitos
A Capela do Senhor dos Aflitos é uma capela  localizada em São Gião, uma freguesia do Município de Oliveira do Hospital, distrito de Coimbra.
Construída em 1853, está consagrada à adoração de Nosso Senhor dos Aflitos.
O recinto em volta da Capela inclui igualmente um fontanário, sendo as festividades celebradas anualmente no 4.º fim-de-semana de Agosto. A capela, para além da imagem do Senhor dos Aflitos, também acolhe as imagens de São João Evangelista, Nossa Senhora das Dores, Senhor da Cana Verde, São João Batista e São Pedro.
Originalmente a capela deveria ter sido consagrada a São Pedro; porém, devido às rivalidades entre as localidades de São Gião e Penalva de Alva, esta passou a ser dedicada ao Senhor dos Aflitos.
Foi modernizada e valorizada com imagens de tamanho natural. De salientar o retábulo e as esculturas de São João Batista e São Pedro.

## Galeria de imagens

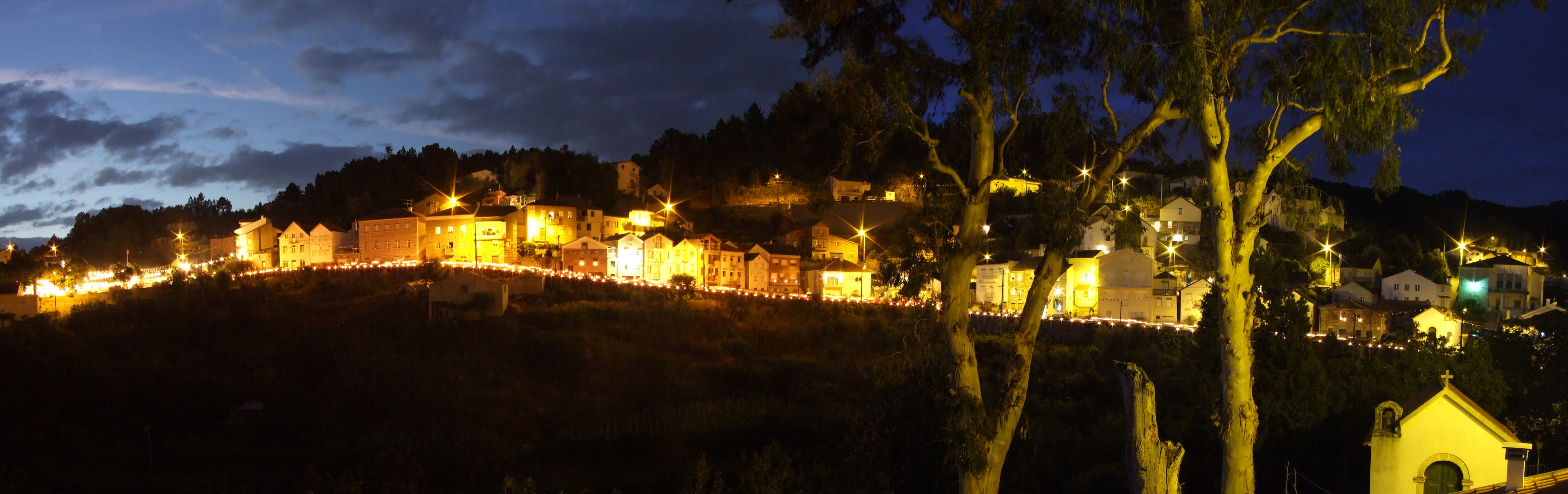
Procissão do Nosso Senhor dos Aflitos
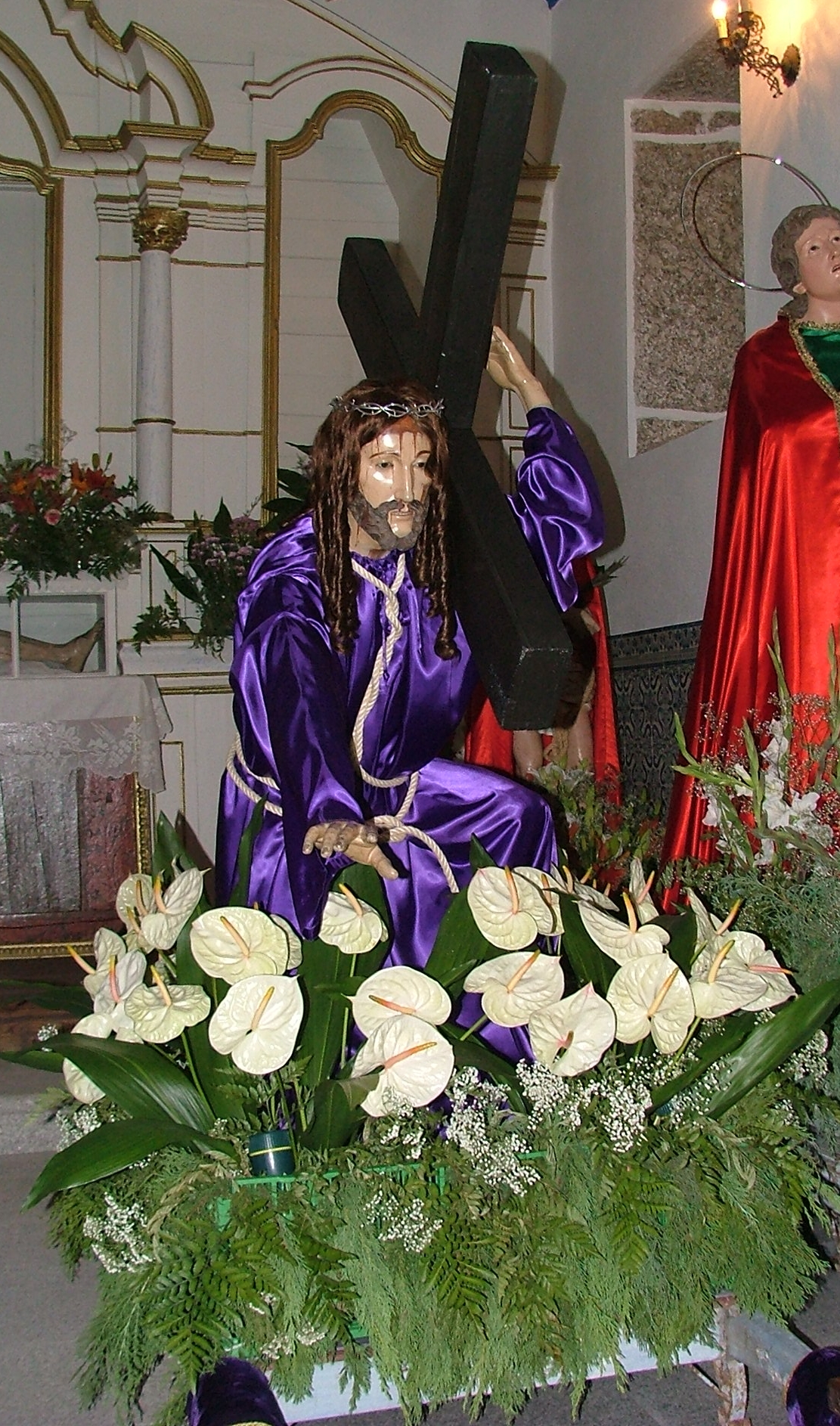
Imagem do Nosso Senhor dos Aflitos